# Музей искусств Мияги
Музей искусств Мияги (яп. 宮城県美術館) — крупнейший художественный музей в городе Сэндай, расположенный в районе Аоба.

## История и экспозиция музея

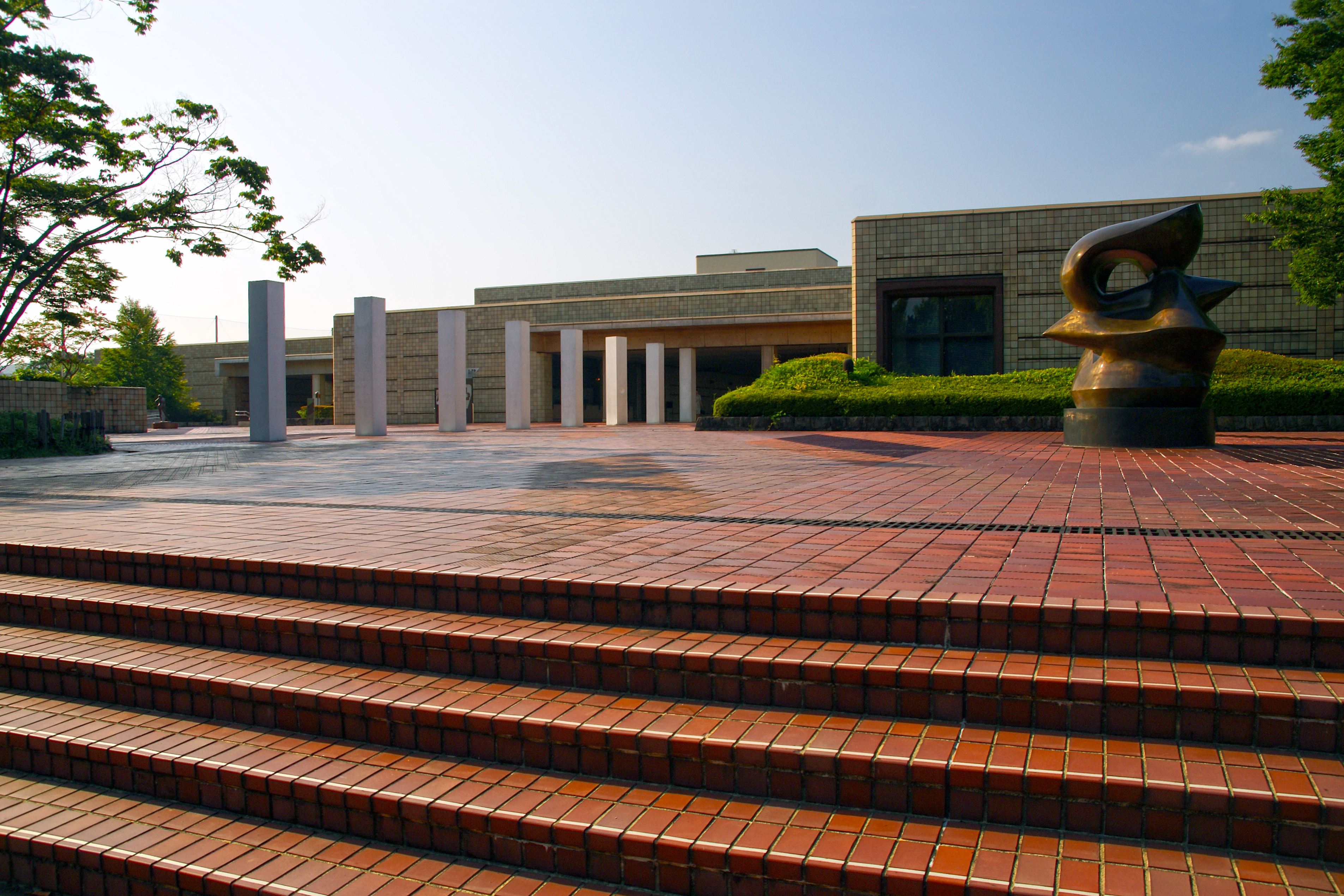
Вход в музей

Музей искусств открылся в Сэндае в 1981 году. Основное внимание в коллекции уделяется работам, связанным с префектурой Мияги и регионом Тохоку от периода Мэйдзи до настоящего времени. В экспозицию музея входят картины В. В. Кандинского и Пауля Клее. Среди представленных картин — работы художников: Ай-Мицу, Кисиды Рюсэя, Мацумото Сюнсукэ, Накамура Цунэ, Такахаси Юити, Сотаро Ясуи и Ёродзу Тэцугоро.
Музей в стремлении стать «открытым музеем» не только представляя посетителям экспонаты экспозиции, но и для изучения искусства с помощью различных интерактивных мероприятий. Для этой цели музей проводит мастер-классы для всех кто хочет попробовать себя в рисовании, печати гравюр, изготовлении глиняной посуды, скульптуре и т. д. Для участников таких мероприятий музей предоставляет преподавателей и оборудование для работ по дереву, металлу, глине.

### Примеры экспонатов

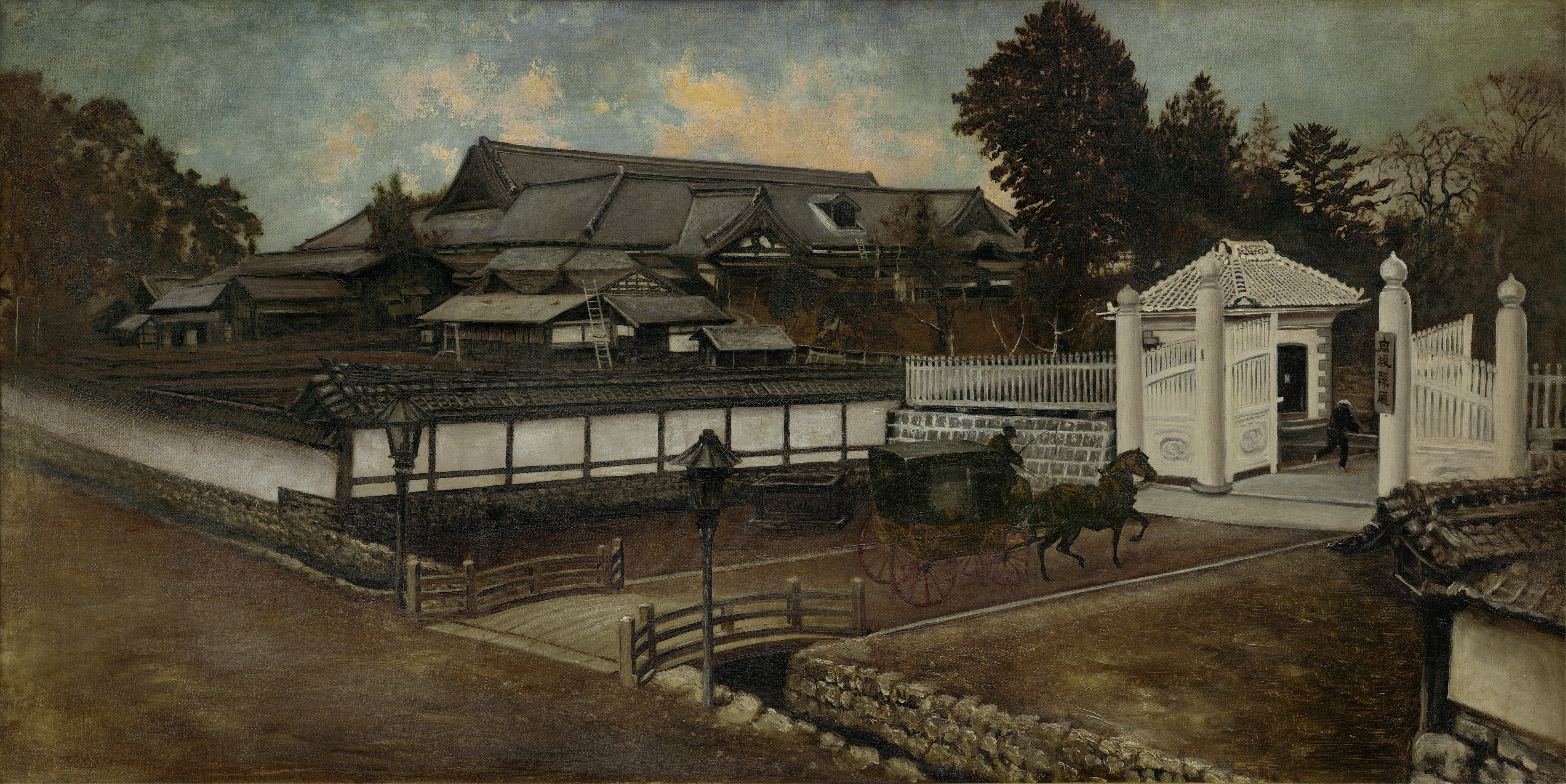
Такахаси Юити Ворота администрации префектуры Мияги (1881)
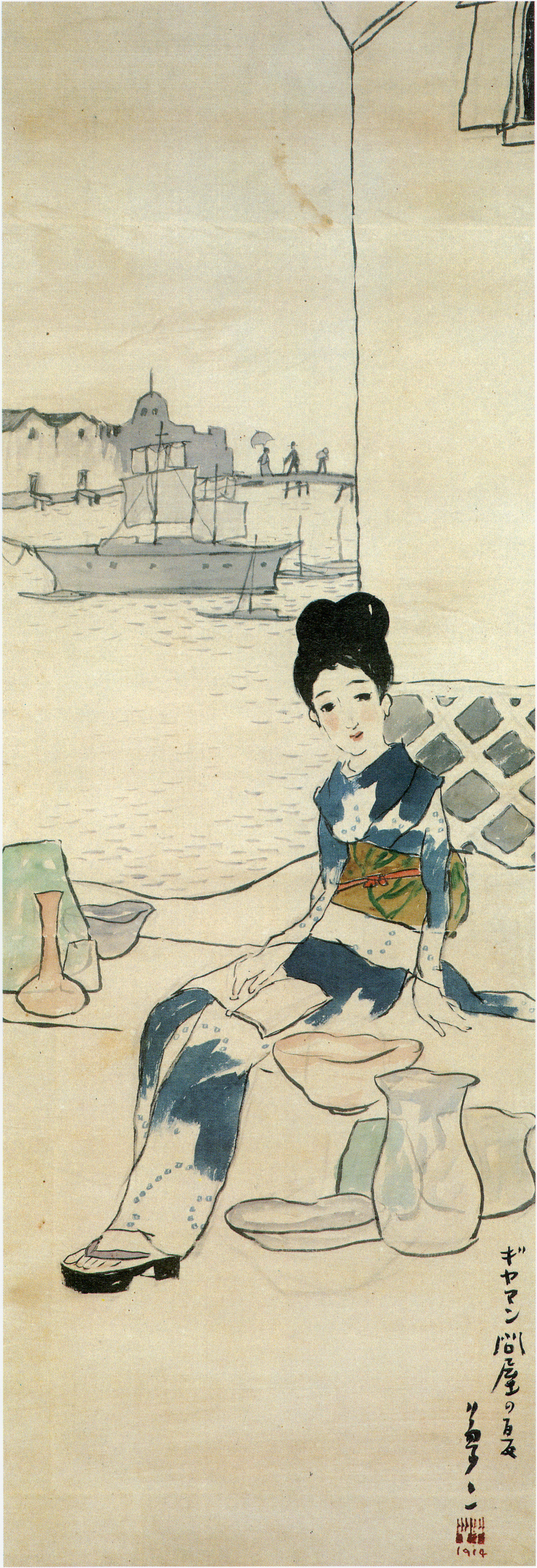
Юмэдзи Такэхиса Продавщица стекла летом (1914)
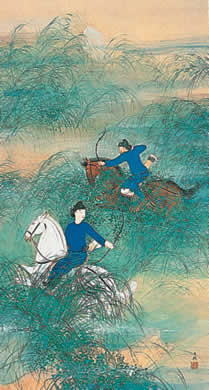
Хирахо Хирахо Охота (1920)
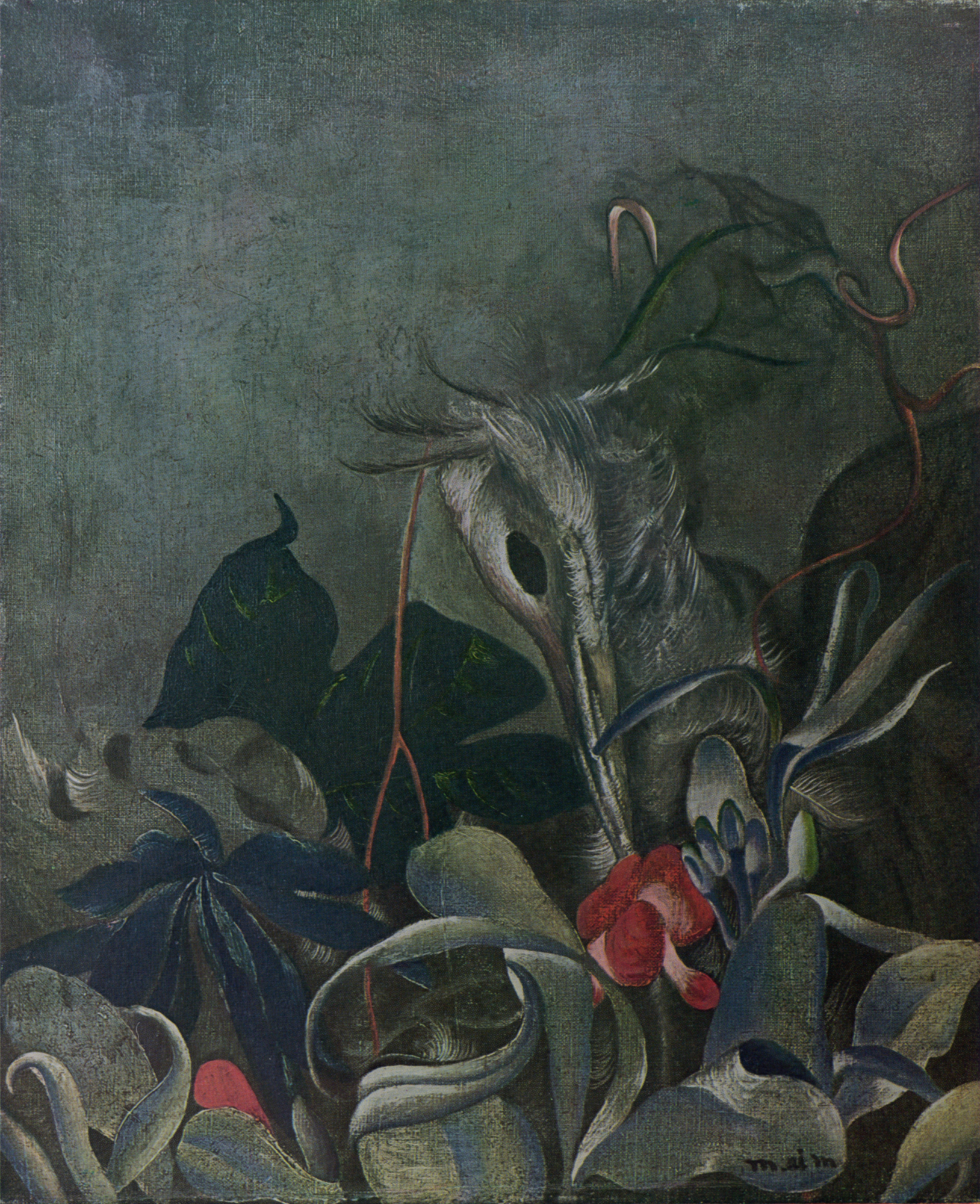
Ай-Мицу Птица (1940)
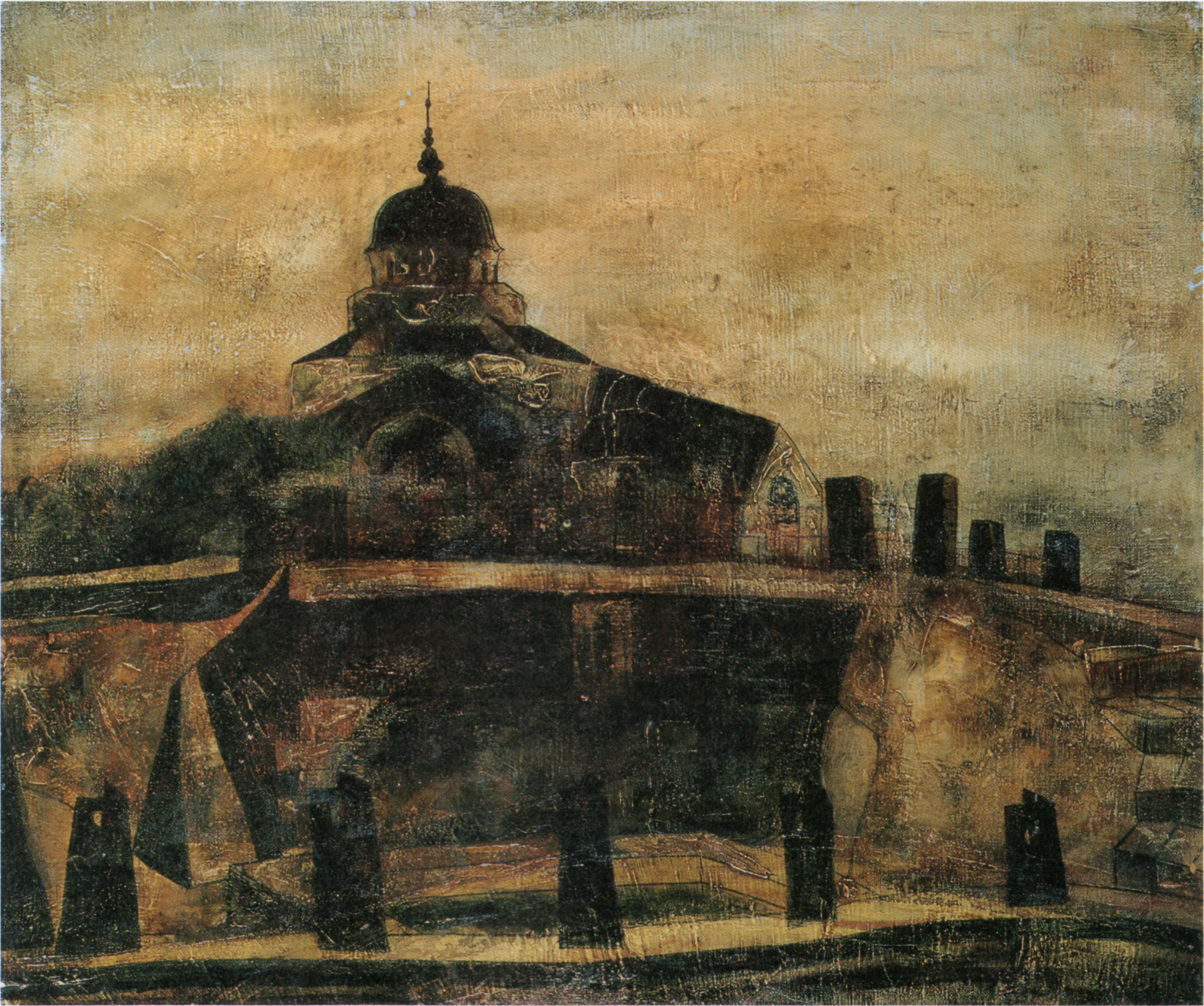
Сюнсукэ Мацумото Николаи-до (1941)